# Хоупвел (Тенеси)
Хоупвел (енгл. Hopewell) насељено је место без административног статуса у америчкој савезној држави Тенеси.

## Демографија
По попису из 2010. године број становника је 1.874, што је 59 (3,3%) становника више него 2000. године.
| Група             | 2000.         | 2010.         |
| Белци             | 1.730 (95,3%) | 1.765 (94,2%) |
| Афроамериканци    | 35 (1,9%)     | 43 (2,3%)     |
| Азијати           | 2 (0,1%)      | 7 (0,4%)      |
| Хиспаноамериканци | 30 (1,7%)     | 32 (1,7%)     |
| Укупно            | 1.815         | 1.874         |